# Associazione Calcio Milan 2023-2024
Questa voce raccoglie le informazioni riguardanti l'Associazione Calcio Milan nelle competizioni ufficiali della stagione sportiva 2023-2024.

## Stagione

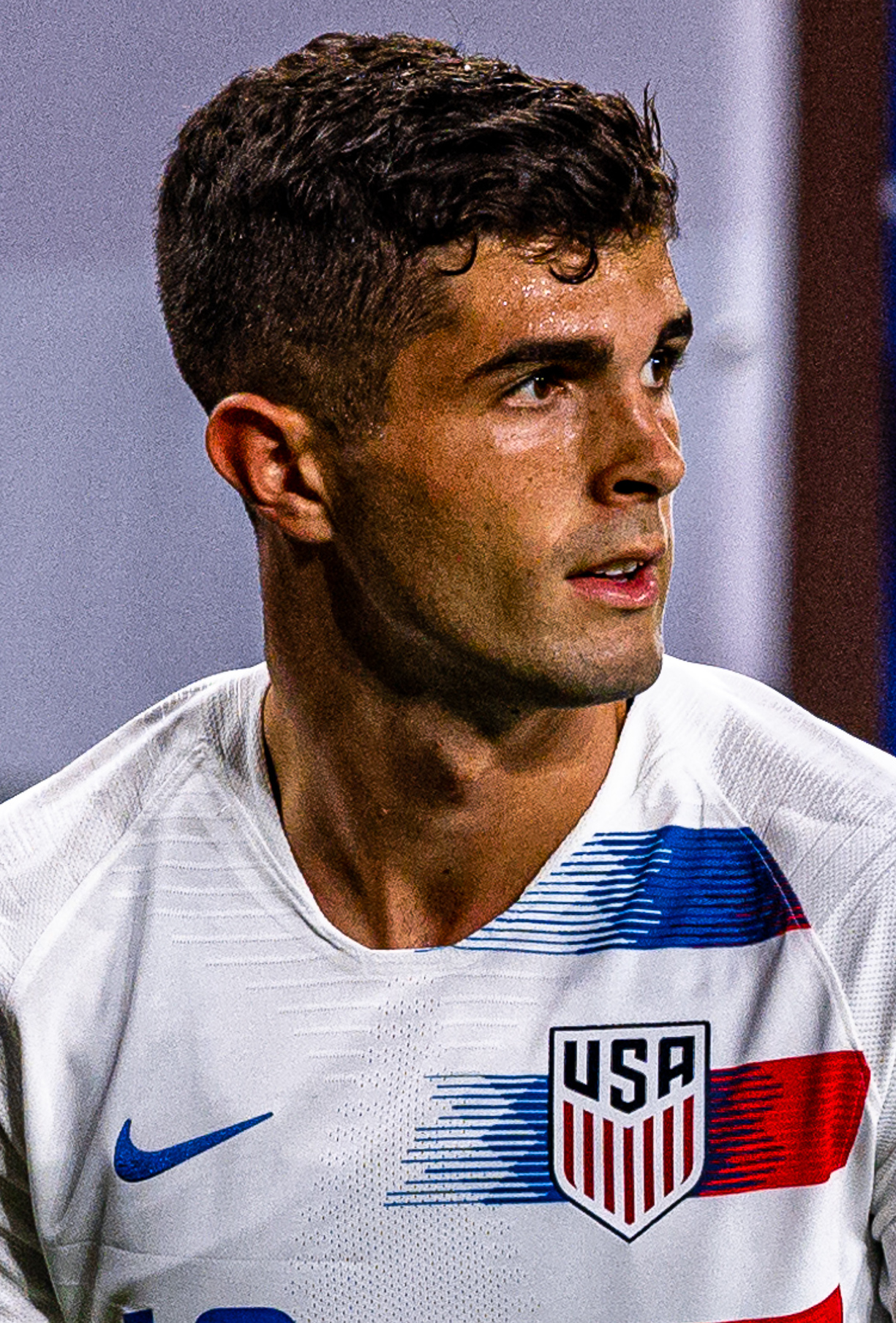
Christian Pulisic, arrivato in estate, emerge come uno dei protagonisti della stagione dei rossoneri.

Terminato il campionato precedente al quarto posto anche in virtù della penalizzazione inflitta alla Juventus, il Milan prosegue con Stefano Pioli in panchina, alla sua quinta stagione consecutiva alla guida dei rossoneri. Cambia invece l'assetto dirigenziale del club: a seguito di divergenza con la proprietà sul modello di gestione del club, Paolo Maldini e Frederic Massara lasciano i rispettivi incarichi di direttore dell'area tecnica e direttore sportivo, con le loro funzioni che vengono assorbite dall'amministratore delegato Giorgio Furlani e da Geoffrey Moncada, in collaborazione con il tecnico Pioli. Durante la sessione estiva del mercato arrivano dieci giocatori: Sportiello in porta, Pellegrino in difesa, Loftus-Cheek, Musah e Reijnders a centrocampo e Romero, Pulisic, Chukwueze, Jović e Okafor in attacco. Viene ceduto Tonali al Newcastle Utd e non viene riscattato Díaz, mentre Ibrahimović lascia il calcio giocato per diventare, a dicembre, consulente della società rossonera.
La stagione ufficiale inizia il 21 agosto con una vittoria al Dall'Ara contro il Bologna per 2-0, con i gol di Giroud e del nuovo acquisto Pulisic. Il successo all'esordio in campionato è seguito dalla prima vittoria stagionale in casa contro il Torino. Il 1º settembre, alla 3ª giornata, il Milan vince in trasferta contro la Roma, ottenendo la vetta la classifica a punteggio pieno insieme all'Inter. Al ritorno dalla sosta per gli impegni delle nazionali, i rossoneri subiscono una pesante sconfitta proprio contro i nerazzurri, venendo battuti per 5-1. Dopo la debacle nella stracittadina, il Milan ottiene quattro vittorie nelle successive quattro partite e all'8ª giornata si riprende la vetta solitaria della classifica dopo la vittoria sofferta contro il Genoa al Ferraris dopo il gol di Pulisic allo scadere e all'espulsione di Maignan, sostituito da Giroud. Dopo la sosta per le nazionali di ottobre, il Milan perde in casa contro la Juventus e viene superato dall'Inter, perdendo poi ulteriore terreno dai nerazzurri a causa dei soli due punti raccolti tra Napoli, Udinese e Lecce. Al ritorno dalla sosta per le nazionali di novembre, i rossoneri ottengono due vittorie contro Fiorentina e Frosinone, dove rientra il centrocampista Ismael Bennacer dopo l'infortunio rimediato contro l'Inter in Champions League la stagione precedente, prima di essere sconfitti dall'Atalanta e scivolare a nove lunghezze dalla vetta della classifica occupata dall'Inter. Nelle ultime tre partite dell'anno solare i rossoneri conquistano due vittorie (Monza e Sassuolo) e un pareggio (contro la Salernitana). Il girone di andata si chiude con una vittoria contro l'Empoli, con la squadra sul gradino più basso del podio, a nove punti di distanza dall'Inter capolista. Durante il girone di andata si infortunano numerosi membri chiave della formazione rossonera, come Kalulu, Tomori e Thiaw. Intanto, durante la sessione invernale del mercato, il Milan richiama Gabbia dal prestito al Villarreal per fronteggiare la crisi infortuni in difesa, acquista Terracciano dal Verona e cede Krunić al Fenerbahçe.
All'inizio del girone di ritorno il Milan batte la Roma 3-1 con il primo gol stagionale di Adli, prima di rimontare l'Udinese in una partita controversa, segnata dall'abbandono momentaneo della partita da parte del Milan a causa di insulti razzisti verso il portiere Maignan, e conclude il mese di gennaio pareggiando con il Bologna. Nelle cinque giornate successive i rossoneri raccolgono tre vittorie e un pareggio, avvicinandosi alla Juventus, alle prese con un calo di risultati. L'unico stop a questa striscia di risultati positivi è dato dalla sconfitta in trasferta contro il Monza per 4-2, dopo aver giocato in 10 per 50 minuti a seguito dell'espulsione di Jovic, che fa sfumare il sorpasso alla Juventus. Alla 28ª giornata, complice il successo con l'Empoli e il pareggio dei torinesi con l'Atalanta, il Milan sale al secondo posto. Nelle tre partite successive arrivano altrettanti successi, prima di un pareggio con il Sassuolo. Alla 33ª giornata il Milan viene battuto, per la sesta volta consecutiva, dall'Inter, che si impone per 2-1 e grazie al successo in casa dei rossoneri conquista matematicamente lo scudetto con cinque giornate d'anticipo. Nel turno successivo, il Milan pareggia con la Juventus e si assicura la qualificazione in Champions League. Il campionato si chiude con il secondo posto finale, pur con una sola vittoria nelle ultime quattro giornate. A fine stagione, Pioli lascia il Milan dopo 5 stagioni in cui ha conquistato uno scudetto e raggiunto una semifinale di Champions.
In Champions League il Milan viene sorteggiato nel girone F con i francesi del Paris Saint-Germain, i tedeschi del Borussia Dortmund e gli inglesi del Newcastle Utd. Dopo il pareggio casalingo per 0-0 contro il Newcastle Utd, i rossoneri raccolgono un altro pareggio in trasferta contro il Borussia Dortmund, sempre per 0-0. I due pareggi sono seguiti da una sconfitta esterna contro il PSG per 3-0, ma la vittoria a San Siro per 2-1 contro i francesi rimette i meneghini in corsa per la qualificazione alla fase successiva. Tuttavia nella giornata successiva il Milan esce sconfitto per 1-3 contro il Borussia Dortmund. La vittoria per 2-1 contro il Newcastle Utd al St James' Park con gol di Pulisic e Chukwueze non basta ad evitare l'eliminazione, ma il sorpasso in classifica ai danni degli inglesi vale il terzo posto finale nel raggruppamento e di conseguenza il ripescaggio in UEFA Europa League dove i rossoneri, dopo aver superato Rennes e Slavia Praga, vengono eliminati ai quarti di finale dalla Roma dopo la sconfitta casalinga per 0-1 e la sconfitta all'Olimpico per 2-1.
In Coppa Italia il Milan batte per 4-1 il Cagliari negli ottavi di finale, accedendo così ai quarti di finale della competizione, dove viene eliminato dall'Atalanta per 2-1 al Meazza.

## Divise e sponsor
Lo sponsor tecnico per la stagione 2023-2024 è Puma, mentre lo sponsor ufficiale è Emirates Fly Better. Sulle maglie compaiono anche lo sleeve sponsor MSC Crociere ed il back sponsor Wefox, mentre il training wear partner è Konami. Come nella stagione precedente, nelle coppe europee, in luogo del back sponsor, è presente il logo di Fondazione Milan.
La prima divisa, presentata all'ultima giornata della stagione precedente, presenta due righe nere con uno stile innovativo, quella da trasferta ha un palo rossonero dalla parte dello stemma societario, mentre la terza, insolitamente colorata con sfumature psichedeliche, celebra la cultura dell'inclusività e della diversità. Per quanto riguarda i portieri le divise sono decorate con delle frecce di tre colori disponibili: verde, arancione e nero.
Inoltre le divise utilizzate in Champions League ed Europa League presentano uno speciale font per nomi e numeri diverso da quello utilizzato per le competizioni nazionali, ovvero bianco forato invece che nero, molto simile a quello della stagione 2002-2003, per celebrare i 20 anni dalla vittoria della Champions League a Manchester contro la Juventus.
Il 12 maggio 2024, in occasione della gara casalinga contro il Cagliari ed alla vigilia della festa della mamma, i calciatori rossoneri sono scesi in campo portando sulle spalle il cognome materno invece di quello solitamente indossato, per tornare ad accendere i riflettori e creare nuova consapevolezza sul diritto all'identità personale di ogni individuo.
Eccezionalmente, nella 38ª e ultima gara del campionato di Serie A, il 25 maggio contro la Salernitana, il Milan scende in campo con la divisa casalinga della stagione 2024-2025; lo stesso è avvenuto per l'uniforme riservata ai portieri.
| Casa             | Casa (38ª Serie A)             | Trasferta        | Terza divisa     | Quarta divisa    | Quarta divisa |
| 1ª div. portiere | 1ª div. portiere (38ª Serie A) | 2ª div. portiere | 3ª div. portiere | 4ª div. portiere |               |

## Organigramma societario
Dal sito internet ufficiale della società.
Consiglio di amministrazione
- CdA: Paolo Scaroni, Giorgio Furlani, Stefano Cocirio, Gerry Cardinale, Randy Levine, Robert Klein, Kevin LaForce, Gordon Singer, Mark Dowley, Riccardo Stefanelli, Alfredo Craca
- Collegio sindacale: Franco Carlo Papa (presidente), Luca Sala (sindaco supplente), Alessandro Ceriani (sindaco supplente), Cesare Ciccolini, Alberto Dello Strologo

Area direttiva
- Presidente: Paolo Scaroni
- Vice presidente onorario: Franco Baresi
- Amministratore delegato: Giorgio Furlani
- Assistente dell'amministrazione: Hendrik Almstadt
- Direttore sportivo: Antonio D'Ottavio[30]
- Diretto tecnico: Geoffrey Moncada

Area organizzativa
- Segretaria generale: Virna Bonfanti
- Direttrice legale: Francesca Muttini
- Direttrice delle risorse umane: Agata Frigerio
- Direttore stadio e responsabile accessibilità: Marco Lomazzi
- Direttore informatico: Maurizio Bonomi

Area comunicazione
- Responsabile: Pier Donato Vercellone
- Digital, media & The Studios director: Lamberto Siega

Area marketing
- Chief financial officer: Stefano Cocirio
- Chief business officer: Roberto Masi
- Chief revenue officer: Casper Stylsvig
- Head of football commercial operations: Lorenzo Libutti
- Direttore commerciale: Maikel Oettle
- Direttore finanziario e amministrativo: Aldo Savi
- Direttore marketing e CRM: Peter Morgan
- Direttore acquisti e amministrazione: Angela Zucca
- Retail, licensing & e-commerce director: Valerio Rocchetti
- Venue commercial director: Alessandro Zissis Bernacchi

Area tecnica
- Allenatore: Stefano Pioli
- Allenatore in seconda: Giacomo Murelli
- Collaboratori tecnici: Daniele Bonera, Davide Lucarelli, Gianmarco Pioli, Luciano Vulcano, Jesse Fioranelli, Igor Quaia
- Preparatori dei portieri: Luigi Ragno, Antony Mark Roberts
- Team manager: Alberto Marangon
- Preparatori atletici: Matteo Osti, Roberto Peressutti, Filippo Nardi

Area sanitaria
- Responsabile: Stefano Mazzoni
- Medico sociale: Dario Donato, Lucio Genesio

## Rosa
Rosa e numerazione aggiornate al 1º febbraio 2024.
| N. |                        | Ruolo | Calciatore                     |
| -- | ---------------------- | ----- | ------------------------------ |
| 2  | Italia (bandiera)      | D     | Davide Calabria (capitano)     |
| 4  | Algeria (bandiera)     | C     | Ismaël Bennacer                |
| 7  | Francia (bandiera)     | C     | Yacine Adli                    |
| 8  | Inghilterra (bandiera) | C     | Ruben Loftus-Cheek             |
| 9  | Francia (bandiera)     | A     | Olivier Giroud                 |
| 10 | Portogallo (bandiera)  | A     | Rafael Leão                    |
| 11 | Stati Uniti (bandiera) | C     | Christian Pulisic              |
| 14 | Paesi Bassi (bandiera) | C     | Tijjani Reijnders              |
| 15 | Serbia (bandiera)      | A     | Luka Jović                     |
| 16 | Francia (bandiera)     | P     | Mike Maignan                   |
| 17 | Svizzera (bandiera)    | A     | Noah Okafor                    |
| 18 | Argentina (bandiera)   | C     | Luka Romero                    |
| 19 | Francia (bandiera)     | D     | Theo Hernández (vice capitano) |
| 20 | Francia (bandiera)     | D     | Pierre Kalulu                  |
| 21 | Nigeria (bandiera)     | A     | Samuel Chukwueze               |
| 23 | Inghilterra (bandiera) | D     | Fikayo Tomori                  |
| 24 | Danimarca (bandiera)   | D     | Simon Kjær                     |
| 28 | Germania (bandiera)    | D     | Malick Thiaw                   |
| 29 | Italia (bandiera)      | A     | Lorenzo Colombo                |
| 30 | Italia (bandiera)      | D     | Mattia Caldara                 |
| 31 | Argentina (bandiera)   | D     | Marco Pellegrino               |

| N. |                                 | Ruolo | Calciatore             |
| -- | ------------------------------- | ----- | ---------------------- |
| 32 | Italia (bandiera)               | C     | Tommaso Pobega         |
| 33 | Bosnia ed Erzegovina (bandiera) | C     | Rade Krunić            |
| 38 | Italia (bandiera)               | D     | Filippo Terracciano    |
| 42 | Italia (bandiera)               | D     | Alessandro Florenzi    |
| 46 | Italia (bandiera)               | D     | Matteo Gabbia          |
| 57 | Italia (bandiera)               | P     | Marco Sportiello       |
| 69 | Italia (bandiera)               | P     | Lapo Nava              |
| 70 | Costa d'Avorio (bandiera)       | A     | Chaka Traorè           |
| 73 | Italia (bandiera)               | A     | Francesco Camarda      |
| 74 | Spagna (bandiera)               | D     | Álex Jiménez           |
| 78 | Italia (bandiera)               | P     | Andrea Bartoccioni     |
| 80 | Stati Uniti (bandiera)          | C     | Yunus Musah            |
| 81 | Nigeria (bandiera)              | C     | Victor Eletu           |
| 82 | Serbia (bandiera)               | D     | Jan-Carlo Simić        |
| 83 | Italia (bandiera)               | P     | Antonio Mirante        |
| 84 | Francia (bandiera)              | D     | Clinton Nsiala-Makengo |
| 85 | Italia (bandiera)               | C     | Kevin Zeroli           |
| 92 | Francia (bandiera)              | P     | Noah Raveyre           |
| 96 | Italia (bandiera)               | P     | Lorenzo Torriani       |
| 95 | Italia (bandiera)               | D     | Davide Bartesaghi      |

## Calciomercato

### Sessione estiva(dal 1/7 al 1/9)
| Acquisti         | Acquisti            | Acquisti       | Acquisti                                           |
| R.               | Nome                | da             | Modalità                                           |
| ---------------- | ------------------- | -------------- | -------------------------------------------------- |
| P                | Marco Sportiello    |                | svincolato                                         |
| D                | Mattia Caldara      | Spezia         | fine prestito                                      |
| D                | Marco Pellegrino    | Platense       | definitivo (3,5 milioni €)                         |
| C                | Ruben Loftus-Cheek  | Chelsea        | definitivo (16 milioni €)                          |
| C                | Yunus Musah         | Valencia       | definitivo (20 milioni €)                          |
| C                | Christian Pulisic   | Chelsea        | definitivo (20 milioni €)                          |
| C                | Tijjani Reijnders   | AZ Alkmaar     | definitivo (19 milioni €)                          |
| C                | Luka Romero         |                | svincolato                                         |
| A                | Samuel Chukwueze    | Villarreal     | definitivo (20 milioni €)                          |
| A                | Luka Jović          | Fiorentina     | definitivo (0 €)                                   |
| A                | Noah Okafor         | Salisburgo     | definitivo (14 milioni €)                          |
| Altre operazioni |                     |                |                                                    |
| R.               | Nome                | da             | Modalità                                           |
| P                | Andreas Jungdal     | Altach         | fine prestito                                      |
| P                | Noah Raveyre        |                | svincolato                                         |
| D                | Álex Jiménez        | Real Madrid    | prestito con diritto di riscatto e contro-riscatto |
| C                | Marco Brescianini   | Cosenza        | fine prestito                                      |
| C                | Antonio Mionić      | Alessandria    | fine prestito                                      |
| C                | Mateusz Skoczylas   | Zagłębie Lubin | definitivo (1 milione €)                           |
| A                | Lorenzo Colombo     | Lecce          | contro-riscatto cartellino (0,5 milioni €)         |
| A                | Marko Lazetić       | Altach         | fine prestito                                      |
| A                | Daniel Maldini      | Spezia         | fine prestito                                      |
| A                | Marco Nasti         | Cosenza        | fine prestito                                      |
| A                | Bob Murphy Omoregbe | Torres         | fine prestito                                      |

| Cessioni         | Cessioni             | Cessioni          | Cessioni                                                              |
| R.               | Nome                 | a                 | Modalità                                                              |
| ---------------- | -------------------- | ----------------- | --------------------------------------------------------------------- |
| P                | Ciprian Tătărușanu   |                   | svincolato                                                            |
| P                | Devis Vásquez        | Sheffield Weds    | prestito                                                              |
| D                | Fodé Ballo-Touré     | Fulham            | prestito                                                              |
| D                | Sergiño Dest         | Barcellona        | fine prestito                                                         |
| D                | Matteo Gabbia        | Villarreal        | prestito                                                              |
| C                | Tiémoué Bakayoko     | Chelsea           | fine prestito                                                         |
| C                | Brahim Díaz          | Real Madrid       | fine prestito                                                         |
| C                | Alexis Saelemaekers  | Bologna           | prestito oneroso (0,5 milioni €) con diritto di riscatto              |
| C                | Sandro Tonali        | Newcastle Utd     | definitivo (64 milioni €)                                             |
| C                | Aster Vranckx        | Wolfsburg         | fine prestito                                                         |
| A                | Charles De Ketelaere | Atalanta          | prestito oneroso (3 milioni €) con diritto di riscatto                |
| A                | Zlatan Ibrahimović   |                   | fine carriera                                                         |
| A                | Junior Messias       | Genoa             | prestito oneroso (1,5 milioni €) con obbligo di riscatto condizionato |
| A                | Divock Origi         | Nottingham Forest | prestito con diritto di riscatto                                      |
| A                | Ante Rebić           | Beşiktaş          | definitivo (0 €)                                                      |
| Altre operazioni |                      |                   |                                                                       |
| R.               | Nome                 | a                 | Modalità                                                              |
| P                | Andreas Jungdal      | Cremonese         | definitivo (0 €)                                                      |
| D                | Andrea Bozzolan      | Perugia           | prestito                                                              |
| D                | Gabriele Bellodi     | Olbia             | riscatto cartellino (0 €)                                             |
| D                | Cathal Heffernan     | Newcastle Utd     | definitivo                                                            |
| C                | Marco Brescianini    | Frosinone         | definitivo                                                            |
| C                | Antonio Mionić       |                   | svincolato                                                            |
| A                | Lorenzo Colombo      | Monza             | prestito                                                              |
| A                | Youns El Hilali      | Cambuur           | definitivo                                                            |
| A                | Marko Lazetić        | Fortuna Sittard   | prestito                                                              |
| A                | Daniel Maldini       | Empoli            | prestito con diritto di riscatto e contro-riscatto                    |
| A                | Marco Nasti          | Bari              | prestito con diritto di riscatto e contro-riscatto                    |
| A                | Bob Murphy Omoregbe  | Fiorenzuola       | prestito                                                              |

### Sessione invernale(dal 2/1 al 1/2)
| Acquisti         | Acquisti            | Acquisti       | Acquisti                   |
| R.               | Nome                | da             | Modalità                   |
| ---------------- | ------------------- | -------------- | -------------------------- |
| D                | Matteo Gabbia       | Villarreal     | risoluzione prestito       |
| D                | Filippo Terracciano | Verona         | definitivo (4,5 milioni €) |
| Altre operazioni |                     |                |                            |
| R.               | Nome                | da             | Modalità                   |
| P                | Devis Vásquez       | Sheffield Weds | risoluzione prestito       |
| A                | Daniel Maldini      | Empoli         | risoluzione prestito       |
| A                | Emil Roback         | IFK Norrköping | fine prestito              |
| A                | Bob Murphy Omoregbe | Fiorenzuola    | risoluzione prestito       |

| Cessioni         | Cessioni            | Cessioni       | Cessioni                                      |
| R.               | Nome                | a              | Modalità                                      |
| ---------------- | ------------------- | -------------- | --------------------------------------------- |
| D                | Marco Pellegrino    | Salernitana    | prestito                                      |
| C                | Rade Krunić         | Fenerbahçe     | prestito con obbligo di riscatto condizionato |
| A                | Luka Romero         | Almería        | prestito                                      |
| A                | Chaka Traorè        | Palermo        | prestito                                      |
| Altre operazioni |                     |                |                                               |
| R.               | Nome                | a              | Modalità                                      |
| P                | Devis Vásquez       | Ascoli         | prestito                                      |
| A                | Daniel Maldini      | Monza          | prestito                                      |
| A                | Junior Messias      | Genoa          | riscatto cartellino (1,5 milioni €)           |
| A                | Bob Murphy Omoregbe | Sestri Levante | prestito                                      |

## Risultati

### Serie A

#### Girone di andata
| Arbitro: | Pairetto (Nichelino) |

|  |           |                        |
|  | Marcatori | 11’ Giroud 21’ Pulisic |

| Arbitro: | Mariani (Aprilia) |

|                                                           |           |             |
| Pulisic 33’ Giroud 43’ (rig.), 65’ (rig.) Hernández 45+2’ | Marcatori | 36’ Schuurs |

| Arbitro: | Rapuano (Rimini) |

|                  |           |                           |
| Spinazzola 90+2’ | Marcatori | 9’ (rig.) Giroud 48’ Leão |

| Arbitro: | Sozza (Seregno) |

|                                                                    |           |          |
| Mxit'aryan 5’, 69’ Thuram 38’ Çalhanoğlu 79’ (rig.) Frattesi 90+3’ | Marcatori | 57’ Leão |

| Arbitro: | Maresca (Napoli) |

|         |           |  |
| Leão 8’ | Marcatori |  |

| Arbitro: | La Penna (Roma 1) |

|             |           |                                        |
| Luvumbo 29’ | Marcatori | 40’ Okafor 45’ Tomori 60’ Loftus-Cheek |

| Arbitro: | Massa (Imperia) |

|                        |           |  |
| Pulisic 60’ Okafor 88’ | Marcatori |  |

| Arbitro: | Piccinini (Forlì) |

|  |           |             |
|  | Marcatori | 87’ Pulisic |

| Arbitro: | Mariani (Aprilia) |

|  |           |               |
|  | Marcatori | 63’ Locatelli |

| Arbitro: | Orsato (Schio) |

|                            |           |                 |
| Politano 50’ Raspadori 63’ | Marcatori | 22’, 31’ Giroud |

| Arbitro: | Sacchi (Macerata) |

|  |           |                    |
|  | Marcatori | 62’ (rig.) Pereyra |

| Arbitro: | Abisso (Palermo) |

|                       |           |                          |
| Sansone 66’ Banda 70’ | Marcatori | 28’ Giroud 35’ Reijnders |

| Arbitro: | Di Bello (Brindisi) |

|                        |           |  |
| Hernández 45+2’ (rig.) | Marcatori |  |

| Arbitro: | Marchetti (Ostia Lido) |

|                                  |           |                 |
| Jović 43’ Pulisic 50’ Tomori 74’ | Marcatori | 82’ Brescianini |

| Arbitro: | La Penna (Roma 1) |

|                               |           |                        |
| Lookman 38’, 55’ Muriel 90+5’ | Marcatori | 45+3’ Giroud 80’ Jović |

| Arbitro: | Aureliano (Bologna) |

|                                   |           |  |
| Reijnders 3’ Simić 41’ Okafor 76’ | Marcatori |  |

| Arbitro: | Doveri (Roma 1) |

|                        |           |                      |
| Fazio 42’ Candreva 63’ | Marcatori | 17’ Tomori 90’ Jović |

| Arbitro: | Marinelli (Tivoli) |

|             |           |  |
| Pulisic 59’ | Marcatori |  |

| Arbitro: | La Penna (Roma 1) |

|  |           |                                               |
|  | Marcatori | 11’ Loftus-Cheek 31’ (rig.) Giroud 88’ Traorè |

#### Girone di ritorno
| Arbitro: | Guida (Torre Annunziata) |

|                                   |           |                    |
| Adli 11’ Giroud 56’ Hernández 84’ | Marcatori | 69’ (rig.) Paredes |

| Arbitro: | Maresca (Napoli) |

|                           |           |                                         |
| Samardžić 42’ Thauvin 62’ | Marcatori | 31’ Loftus-Cheek 83’ Jović 90+3’ Okafor |

| Arbitro: | Massa (Imperia) |

|                       |           |                                   |
| Loftus-Cheek 45’, 83’ | Marcatori | 29’ Zirkzee 90+2’ (rig.) Orsolini |

| Arbitro: | Pairetto (Nichelino) |

|                                 |           |                                 |
| Soulé 24’ (rig.) Mazzitelli 65’ | Marcatori | 17’ Giroud 72’ Gabbia 81’ Jović |

| Arbitro: | Doveri (Roma 1) |

|               |           |  |
| Hernández 25’ | Marcatori |  |

| Arbitro: | Colombo (Como) |

|                                                       |           |                        |
| Pessina 45’ (rig.) Mota 45+6’ Bondo 90’ Colombo 90+5’ | Marcatori | 65’ Giroud 88’ Pulisic |

| Arbitro: | Orsato (Schio) |

|         |           |                        |
| Leão 3’ | Marcatori | 42’ (rig.) Koopmeiners |

| Arbitro: | Di Bello (Brindisi) |

|  |           |            |
|  | Marcatori | 88’ Okafor |

| Arbitro: | Sacchi (Macerata) |

|             |           |  |
| Pulisic 40’ | Marcatori |  |

| Arbitro: | Mariani (Aprilia) |

|            |           |                                         |
| Noslin 64’ | Marcatori | 44’ Hernández 50’ Pulisic 79’ Chukwueze |

| Arbitro: | Maresca (Napoli) |

|            |           |                           |
| Duncan 50’ | Marcatori | 47’ Loftus-Cheek 53’ Leão |

| Arbitro: | Massimi (Termoli) |

|                                |           |  |
| Pulisic 6’ Giroud 20’ Leão 57’ | Marcatori |  |

| Arbitro: | Massa (Imperia) |

|                                 |           |                               |
| Pinamonti 4’ Laurienté 10’, 53’ | Marcatori | 20’ Leão 59’ Jović 84’ Okafor |

| Arbitro: | Colombo (Como) |

|            |           |                       |
| Tomori 80’ | Marcatori | 18’ Acerbi 49’ Thuram |

| Torino 27 aprile 2024, ore 18:00 CEST 34ª giornata | Juventus          | 0 – 0 referto | Milan | Allianz Stadium (39 845 spett.)\| Arbitro: \| Mariani (Aprilia) \| |
| Arbitro:                                           | Mariani (Aprilia) |               |       |                                                                    |

| Arbitro: | Prontera (Bologna) |

|                                    |           |                                               |
| Florenzi 45’ Gabbia 72’ Giroud 75’ | Marcatori | 5’ (rig.) Retegui 48’ Ekuban 87’ (aut.) Thiaw |

| Arbitro: | Sozza (Seregno) |

|                                                      |           |            |
| Bennacer 35’ Pulisic 59’, 86’ Reijnders 74’ Leão 83’ | Marcatori | 63’ Nández |

| Arbitro: | Feliciani (Teramo) |

|                                   |           |                     |
| Zapata 26’ Ilić 40’ Rodríguez 46’ | Marcatori | 55’ (rig.) Bennacer |

| Arbitro: | Di Marco (Ciampino) |

|                                  |           |                          |
| Leão 22’ Giroud 27’ Calabria 77’ | Marcatori | 64’, 89’ Simy 87’ Sambia |

### Coppa Italia

#### Fase a eliminazione diretta
| Arbitro: | Prontera (Bologna) |

|                                      |           |          |
| Jović 29’, 42’ Traorè 50’ Leão 90+1’ | Marcatori | 87’ Azzi |

| Arbitro: | Di Bello (Brindisi) |

|          |           |                               |
| Leão 45’ | Marcatori | 45+2’, 59’ (rig.) Koopmeiners |

### UEFA Champions League

#### Fase a gironi
| Milano 19 settembre 2023, ore 18:45 CEST 1ª giornata – Gruppo F | Milan            | 0 – 0 referto | Newcastle Utd | Stadio Giuseppe Meazza (65 695 spett.)\| Arbitro: \| Sánchez Martínez \| |
| Arbitro:                                                        | Sánchez Martínez |               |               |                                                                          |

| Dortmund 4 ottobre 2023, ore 21:00 CEST 2ª giornata – Gruppo F | Borussia Dortmund | 0 – 0 referto | Milan | Signal Iduna Park (81 365 spett.)\| Arbitro: \| Marciniak \| |
| Arbitro:                                                       | Marciniak         |               |       |                                                              |

| Arbitro: | Vinčić |

|                                   |           |  |
| Mbappé 32’ Kolo Muani 53’ Lee 89’ | Marcatori |  |

| Arbitro: | Gil Manzano |

|                     |           |             |
| Leão 12’ Giroud 50’ | Marcatori | 9’ Škriniar |

| Arbitro: | Kovács |

|               |           |                                               |
| Chukwueze 37’ | Marcatori | 10’ (rig.) Reus 59’ Bynoe-Gittens 69’ Adeyemi |

| Arbitro: | Makkelie |

|               |           |                           |
| Joelinton 33’ | Marcatori | 59’ Pulisic 84’ Chukwueze |

### UEFA Europa League

#### Fase a eliminazione diretta
| Arbitro: | Dabanović |

|                                |           |  |
| Loftus-Cheek 32’, 47’ Leão 53’ | Marcatori |  |

| Arbitro: | Pinheiro |

|                                        |           |                    |
| Bourigeaud 11’, 54’ (rig.), 68’ (rig.) | Marcatori | 22’ Jović 58’ Leão |

| Arbitro: | Meler |

|                                                         |           |                         |
| Giroud 34’ Reijnders 44’ Loftus-Cheek 45+1’ Pulisic 85’ | Marcatori | 36’ Douděra 65’ Schranz |

| Arbitro: | Nyberg |

|             |           |                                         |
| Jurasék 84’ | Marcatori | 33’ Pulisic 36’ Loftus-Cheek 45+6’ Leão |

| Arbitro: | Turpin |

|  |           |             |
|  | Marcatori | 17’ Mancini |

| Arbitro: | Marciniak |

|                        |           |            |
| Mancini 12’ Dybala 22’ | Marcatori | 85’ Gabbia |

## Statistiche
Statistiche aggiornate al 25 maggio 2024.

### Statistiche di squadra
| Competizione     | Punti | In casa | In casa | In casa | In casa | In casa | In casa | In trasferta | In trasferta | In trasferta | In trasferta | In trasferta | In trasferta | Totale | Totale | Totale | Totale | Totale | Totale | DR  |
| Competizione     | Punti | G       | V       | N       | P       | Gf      | Gs      | G            | V            | N            | P            | Gf           | Gs           | G      | V      | N      | P      | Gf     | Gs     | DR  |
| ---------------- | ----- | ------- | ------- | ------- | ------- | ------- | ------- | ------------ | ------------ | ------------ | ------------ | ------------ | ------------ | ------ | ------ | ------ | ------ | ------ | ------ | --- |
| Serie A          | 75    | 19      | 12      | 4       | 3       | 38      | 17      | 19           | 10           | 5            | 4            | 38           | 32           | 38     | 22     | 9      | 7      | 76     | 49     | +27 |
| Coppa Italia     | -     | 2       | 1       | 0       | 1       | 5       | 3       | 0            | 0            | 0            | 0            | 0            | 0            | 2      | 1      | 0      | 1      | 5      | 3      | +2  |
| Champions League | 8     | 3       | 1       | 1       | 1       | 3       | 4       | 3            | 1            | 1            | 1            | 2            | 4            | 6      | 2      | 2      | 2      | 5      | 8      | -3  |
| Europa League    | -     | 3       | 2       | 0       | 1       | 7       | 3       | 3            | 1            | 0            | 2            | 6            | 7            | 6      | 3      | 0      | 3      | 13     | 9      | +4  |
| Totale           | -     | 27      | 16      | 5       | 6       | 53      | 27      | 25           | 12           | 6            | 7            | 46           | 42           | 52     | 28     | 11     | 13     | 99     | 69     | +30 |

### Andamento in campionato
| Giornata  | 1 | 2 | 3 | 4 | 5 | 6 | 7 | 8 | 9 | 10 | 11 | 12 | 13 | 14 | 15 | 16 | 17 | 18 | 19 | 20 | 21 | 22 | 23 | 24 | 25 | 26 | 27 | 28 | 29 | 30 | 31 | 32 | 33 | 34 | 35 | 36 | 37 | 38 |
| --------- | - | - | - | - | - | - | - | - | - | -- | -- | -- | -- | -- | -- | -- | -- | -- | -- | -- | -- | -- | -- | -- | -- | -- | -- | -- | -- | -- | -- | -- | -- | -- | -- | -- | -- | -- |
| Luogo     | T | C | T | T | C | T | C | T | C | T  | C  | T  | C  | C  | T  | C  | T  | C  | T  | C  | T  | C  | T  | C  | T  | C  | T  | C  | T  | T  | C  | T  | C  | T  | C  | C  | T  | C  |
| Risultato | V | V | V | P | V | V | V | V | P | N  | P  | N  | V  | V  | P  | V  | N  | V  | V  | V  | V  | N  | V  | V  | P  | N  | V  | V  | V  | V  | V  | N  | P  | N  | N  | V  | P  | N  |
| Posizione | 1 | 1 | 1 | 3 | 2 | 1 | 1 | 1 | 2 | 3  | 3  | 3  | 3  | 3  | 3  | 3  | 3  | 3  | 3  | 3  | 3  | 3  | 3  | 3  | 3  | 3  | 3  | 2  | 2  | 2  | 2  | 2  | 2  | 2  | 2  | 2  | 2  | 2  |

Fonte:  Serie A – Classifica giornata, su transfermarkt.it.
Legenda:

Luogo: C = Casa; T = Trasferta. Risultato: V = Vittoria; N = Pareggio; P = Sconfitta.

### Statistiche dei giocatori
Sono in corsivo i calciatori che hanno lasciato la società a stagione in corso.
| Giocatore       | Serie A  | Serie A | Serie A     | Serie A    | Coppa Italia | Coppa Italia | Coppa Italia | Coppa Italia | Champions League | Champions League | Champions League | Champions League | Europa League | Europa League | Europa League | Europa League | Totale   | Totale | Totale      | Totale     |
| Giocatore       | Presenze | Reti    | Ammonizioni | Espulsioni | Presenze     | Reti         | Ammonizioni  | Espulsioni   | Presenze         | Reti             | Ammonizioni      | Espulsioni       | Presenze      | Reti          | Ammonizioni   | Espulsioni    | Presenze | Reti   | Ammonizioni | Espulsioni |
| --------------- | -------- | ------- | ----------- | ---------- | ------------ | ------------ | ------------ | ------------ | ---------------- | ---------------- | ---------------- | ---------------- | ------------- | ------------- | ------------- | ------------- | -------- | ------ | ----------- | ---------- |
| Y. Adli         | 24       | 1       | 3           | 0          | 2            | 0            | 0            | 0            | 3                | 0                | 0                | 0                | 4             | 0             | 1             | 0             | 33       | 1      | 4           | 0          |
| D. Bartesaghi   | 6        | 0       | 0           | 0          | 1            | 0            | 0            | 0            | 1                | 0                | 0                | 0                | 0             | 0             | 0             | 0             | 8        | 0      | 0           | 0          |
| I. Bennacer     | 20       | 2       | 2           | 0          | 0            | 0            | 0            | 0            | -                | -                | -                | -                | 5             | 0             | 0             | 0             | 25       | 2      | 2           | 0          |
| D. Calabria     | 29       | 1       | 5           | 2          | 2            | 0            | 0            | 0            | 6                | 0                | 1                | 0                | 4             | 0             | 2             | 0             | 41       | 1      | 8           | 2          |
| M. Caldara      | 1        | 0       | 0           | 0          | 0            | 0            | 0            | 0            | 0                | 0                | 0                | 0                | 0             | 0             | 0             | 0             | 1        | 0      | 0           | 0          |
| F. Camarda      | 2        | 0       | 0           | 0          | 0            | 0            | 0            | 0            | 0                | 0                | 0                | 0                | 0             | 0             | 0             | 0             | 2        | 0      | 0           | 0          |
| S. Chukwueze    | 24       | 1       | 1           | 0          | 1            | 0            | 0            | 0            | 4                | 2                | 0                | 0                | 4             | 0             | 0             | 0             | 33       | 3      | 1           | 0          |
| A. Florenzi     | 30       | 1       | 5           | 0          | 1            | 0            | 0            | 0            | 4                | 0                | 0                | 0                | 4             | 0             | 1             | 0             | 39       | 1      | 6           | 0          |
| M. Gabbia       | 18       | 2       | 5           | 0          | 1            | 0            | 0            | 0            | 0                | 0                | 0                | 0                | 6             | 1             | 2             | 0             | 25       | 3      | 7           | 0          |
| O. Giroud       | 35       | 15      | 1           | 1          | 1            | 0            | 0            | 0            | 6                | 1                | 1                | 0                | 5             | 1             | 0             | 0             | 47       | 17     | 2           | 1          |
| T. Hernández    | 32       | 5       | 11          | 1          | 2            | 0            | 1            | 0            | 6                | 0                | 0                | 0                | 6             | 0             | 1             | 0             | 46       | 5      | 13          | 1          |
| A. Jiménez      | 3        | 0       | 1           | 0          | 2            | 0            | 0            | 0            | 0                | 0                | 0                | 0                | 0             | 0             | 0             | 0             | 5        | 0      | 1           | 0          |
| L. Jović        | 23       | 6       | 2           | 1          | 2            | 2            | 0            | 0            | 2                | 0                | 0                | 0                | 3             | 1             | 1             | 0             | 30       | 9      | 3           | 1          |
| P. Kalulu       | 9        | 0       | 0           | 0          | 0            | 0            | 0            | 0            | 1                | 0                | 1                | 0                | 1             | 0             | 0             | 0             | 11       | 0      | 1           | 0          |
| S. Kjær         | 20       | 0       | 1           | 0          | 1            | 0            | 0            | 0            | 1                | 0                | 0                | 0                | 3             | 0             | 1             | 0             | 25       | 0      | 2           | 0          |
| R. Krunić       | 10       | 0       | 2           | 0          | 0            | 0            | 0            | 0            | 4                | 0                | 2                | 0                | 0             | 0             | 0             | 0             | 14       | 0      | 4           | 0          |
| R. Leão         | 34       | 9       | 5           | 0          | 2            | 2            | 0            | 0            | 5                | 1                | 0                | 0                | 6             | 3             | 1             | 0             | 47       | 15     | 6           | 0          |
| R. Loftus-Cheek | 29       | 6       | 5           | 0          | 1            | 0            | 0            | 0            | 4                | 0                | 0                | 0                | 6             | 4             | 1             | 0             | 40       | 10     | 6           | 0          |
| M. Maignan      | 29       | -34     | 1           | 1          | 1            | -2           | 0            | 0            | 6                | -8               | 0                | 0                | 6             | -8            | 0             | 0             | 42       | -52    | 1           | 1          |
| A. Mirante      | 2        | -3      | 0           | 0          | 1            | -1           | 0            | 1            | 0                | -0               | 0                | 0                | 0             | -0            | 0             | 0             | 3        | -4     | 0           | 1          |
| Y. Musah        | 30       | 0       | 5           | 0          | 1            | 0            | 0            | 0            | 5                | 0                | 3                | 0                | 4             | 0             | 0             | 0             | 40       | 0      | 8           | 0          |
| L. Nava         | 1        | -1      | 0           | 0          | 0            | -0           | 0            | 0            | 0                | -0               | 0                | 0                | 0             | 0             | 0             | 0             | 1        | -1     | 0           | 0          |
| N. Okafor       | 28       | 6       | 1           | 0          | 0            | 0            | 0            | 0            | 3                | 0                | 0                | 0                | 5             | 0             | 0             | 0             | 36       | 6      | 1           | 0          |
| M. Pellegrino   | 1        | 0       | 0           | 0          | 0            | 0            | 0            | 0            | -                | -                | -                | -                | -             | -             | -             | -             | 1        | 0      | 0           | 0          |
| T. Pobega       | 11       | 0       | 0           | 0          | 0            | 0            | 0            | 0            | 4                | 0                | 0                | 0                | 0             | 0             | 0             | 0             | 15       | 0      | 0           | 0          |
| C. Pulisic      | 36       | 12      | 2           | 0          | 2            | 0            | 0            | 0            | 6                | 1                | 0                | 0                | 6             | 2             | 1             | 0             | 50       | 15     | 3           | 0          |
| T. Reijnders    | 36       | 3       | 8           | 0          | 2            | 0            | 0            | 0            | 6                | 0                | 1                | 0                | 6             | 1             | 0             | 0             | 50       | 4      | 9           | 0          |
| L. Romero       | 4        | 0       | 1           | 0          | 1            | 0            | 0            | 0            | -                | -                | -                | -                | -             | -             | -             | -             | 5        | 0      | 1           | 0          |
| J. Simić        | 4        | 1       | 0           | 0          | 2            | 0            | 0            | 0            | -                | -                | -                | -                | -             | -             | -             | -             | 6        | 1      | 0           | 0          |
| M. Sportiello   | 7        | -1      | 0           | 0          | 0            | -0           | 0            | 0            | 1                | -0               | 0                | 0                | 1             | -1            | 0             | 0             | 9        | -2     | 0           | 0          |
| F. Terracciano  | 3        | 0       | 1           | 0          | 1            | 0            | 0            | 0            | 0                | 0                | 0                | 0                | 2             | 0             | 0             | 0             | 6        | 0      | 1           | 0          |
| M. Thiaw        | 21       | 0       | 5           | 1          | 0            | 0            | 0            | 0            | 5                | 0                | 1                | 0                | 4             | 0             | 0             | 0             | 30       | 0      | 6           | 1          |
| F. Tomori       | 26       | 4       | 8           | 1          | 0            | 0            | 0            | 0            | 6                | 0                | 2                | 0                | 3             | 0             | 2             | 0             | 35       | 4      | 12          | 1          |
| C. Traorè       | 2        | 1       | 0           | 0          | 1            | 1            | 0            | 0            | 1                | 0                | 0                | 0                | 0             | 0             | 0             | 0             | 4        | 2      | 0           | 0          |
| K. Zeroli       | 3        | 0       | 0           | 0          | 1            | 0            | 0            | 0            | 0                | 0                | 0                | 0                | 0             | 0             | 0             | 0             | 4        | 0      | 0           | 0          |

## Giovanili

### Organigramma
- Responsabile tecnico: Vincenzo Vergine[108]

Primavera
- Allenatore: Ignazio Abate

### Piazzamenti
- Primavera:
  - Campionato: 6º posto[109]
  - Coppa Italia: quarti di finale
  - UEFA Youth League: finalista
- Under-18:
  - Campionato: 9º posto
- Under-17:
  - Campionato: ?
- Under-16:
  - Campionato: semifinali[110]
- Under-15:
  - Campionato: semifinali[110]